# Australodynerus pusillus
Australodynerus pusillus är en stekelart som först beskrevs av Henri Saussure 1856.  Australodynerus pusillus ingår i släktet Australodynerus och familjen Eumenidae. Inga underarter finns listade.